# Estación de Drancy
La estación de Drancy es una estación ferroviaria francesa ubicada en el municipio de Drancy (departamento de Sena-Saint-Denis).

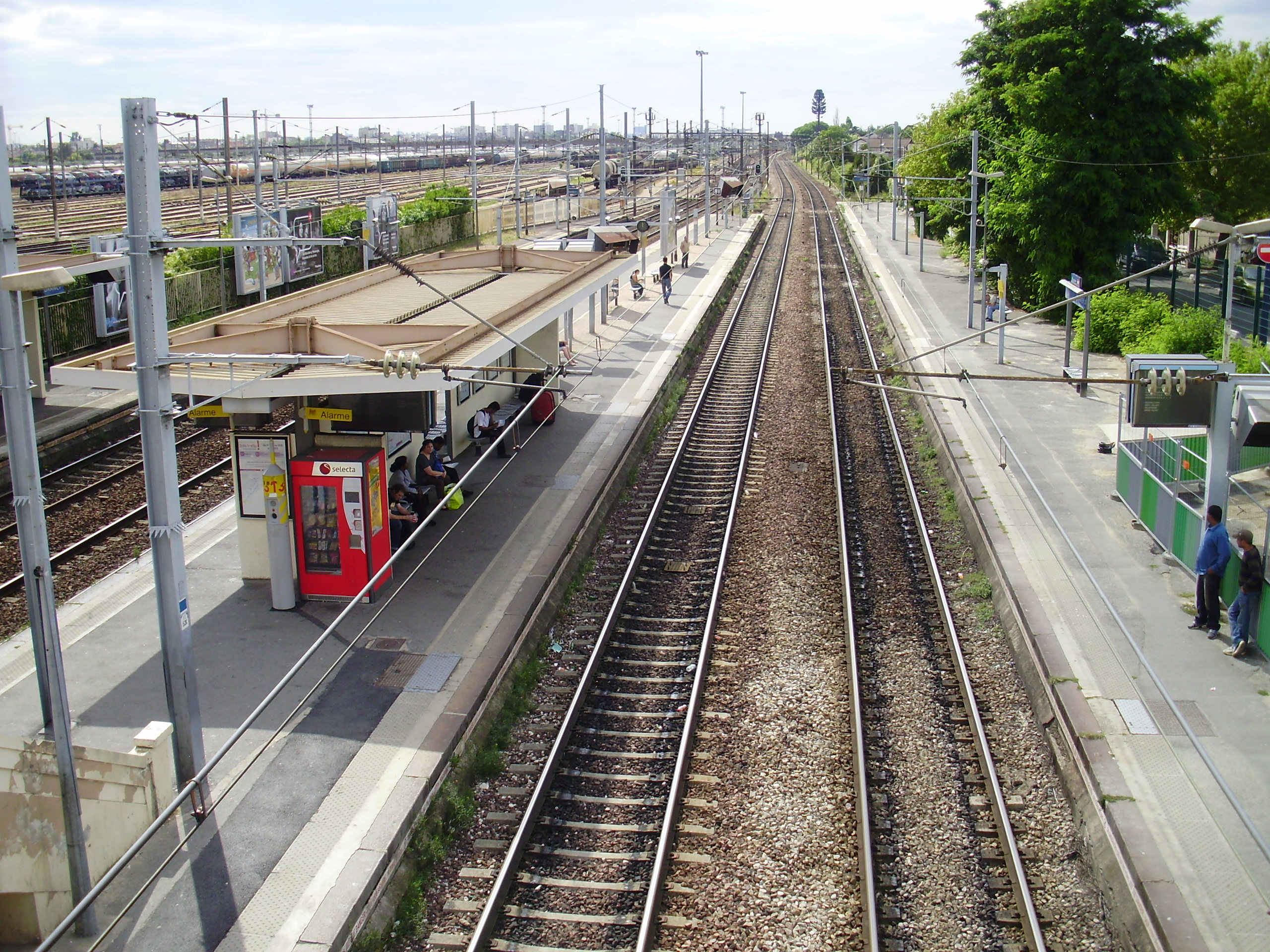
Los andenes desde la pasarela mirando hacia París.

## Historia
La estación fue en principio un punto de parada establecido en 1868 en un lugar llamado «Pont des sables». En 1903, Drancy y Le Blanc-Mesnil decidieron de aliar sus esfuerzos con el fin de construir la estación. La primera obtuvo el derecho de bautizar la estación de su nombre. La construcción comenzó en 1912 y estuvo acabada en 1919.
En 2016, según las estimaciones de la SNCF, el uso anual de la estación es de 6.757.361 viajeros.

## Galería de imágenes

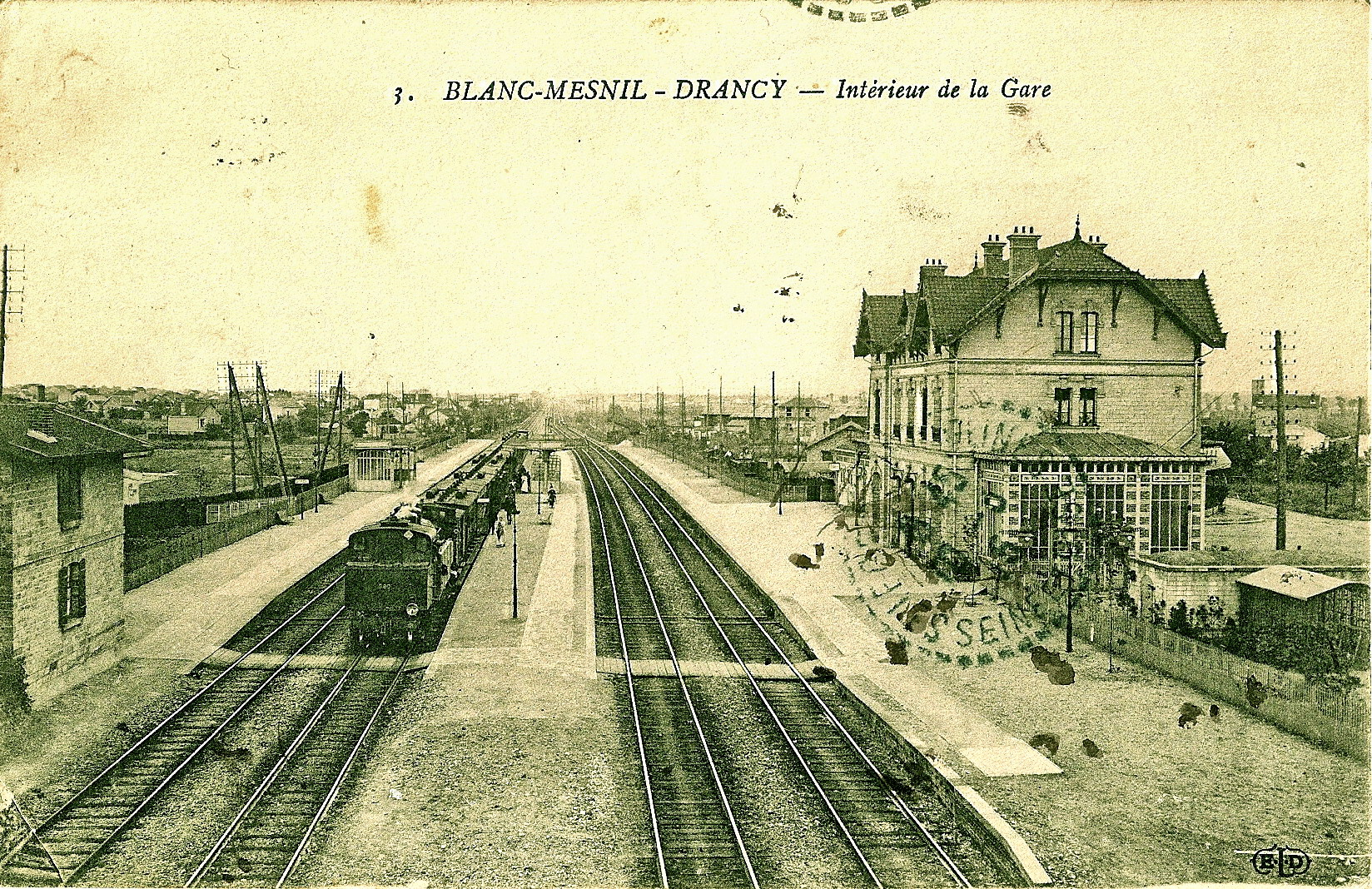
Interior de la estación, a principios de siglo XX.
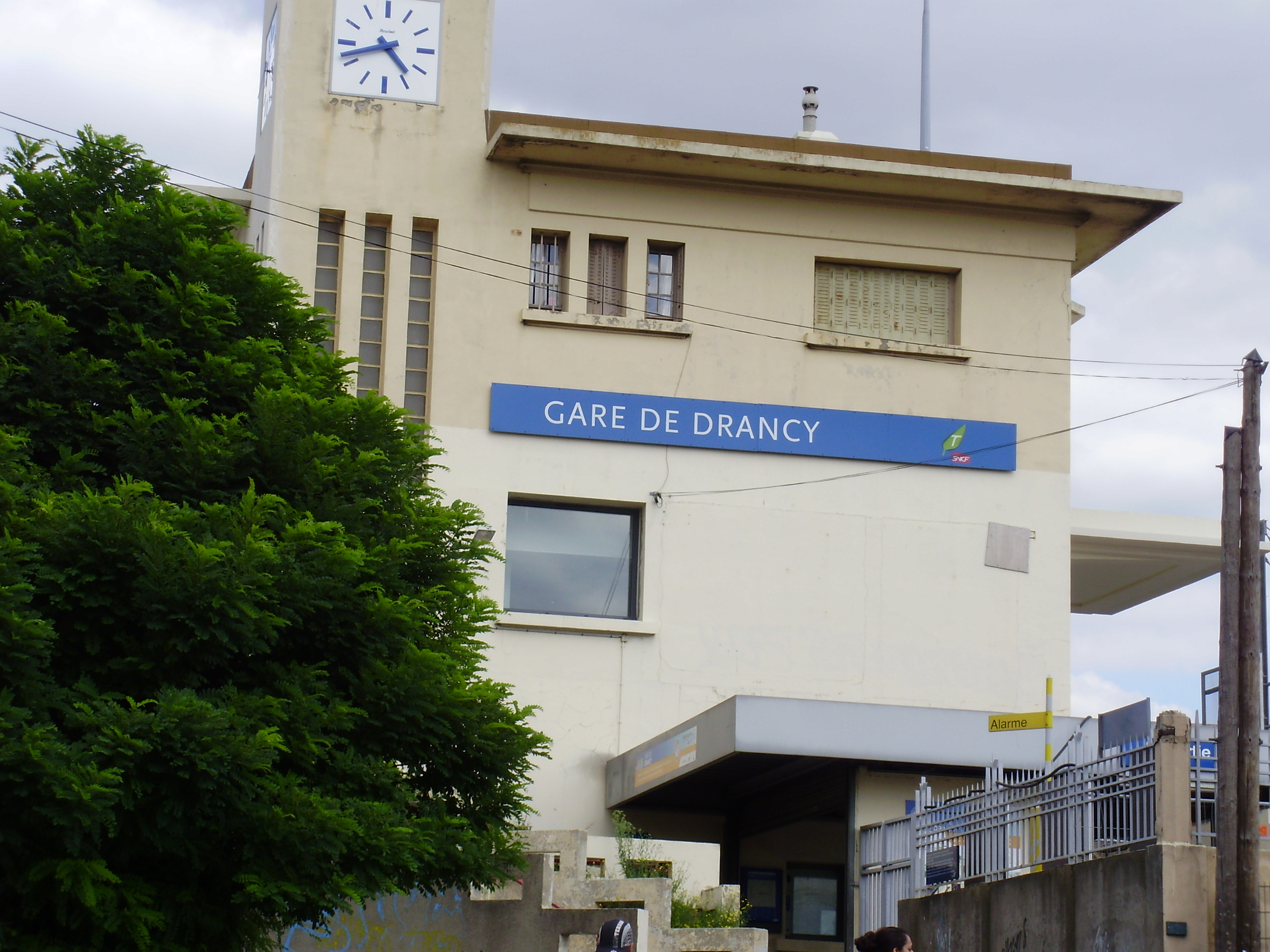
La estación desde el Camino lateral al norte de las vías.
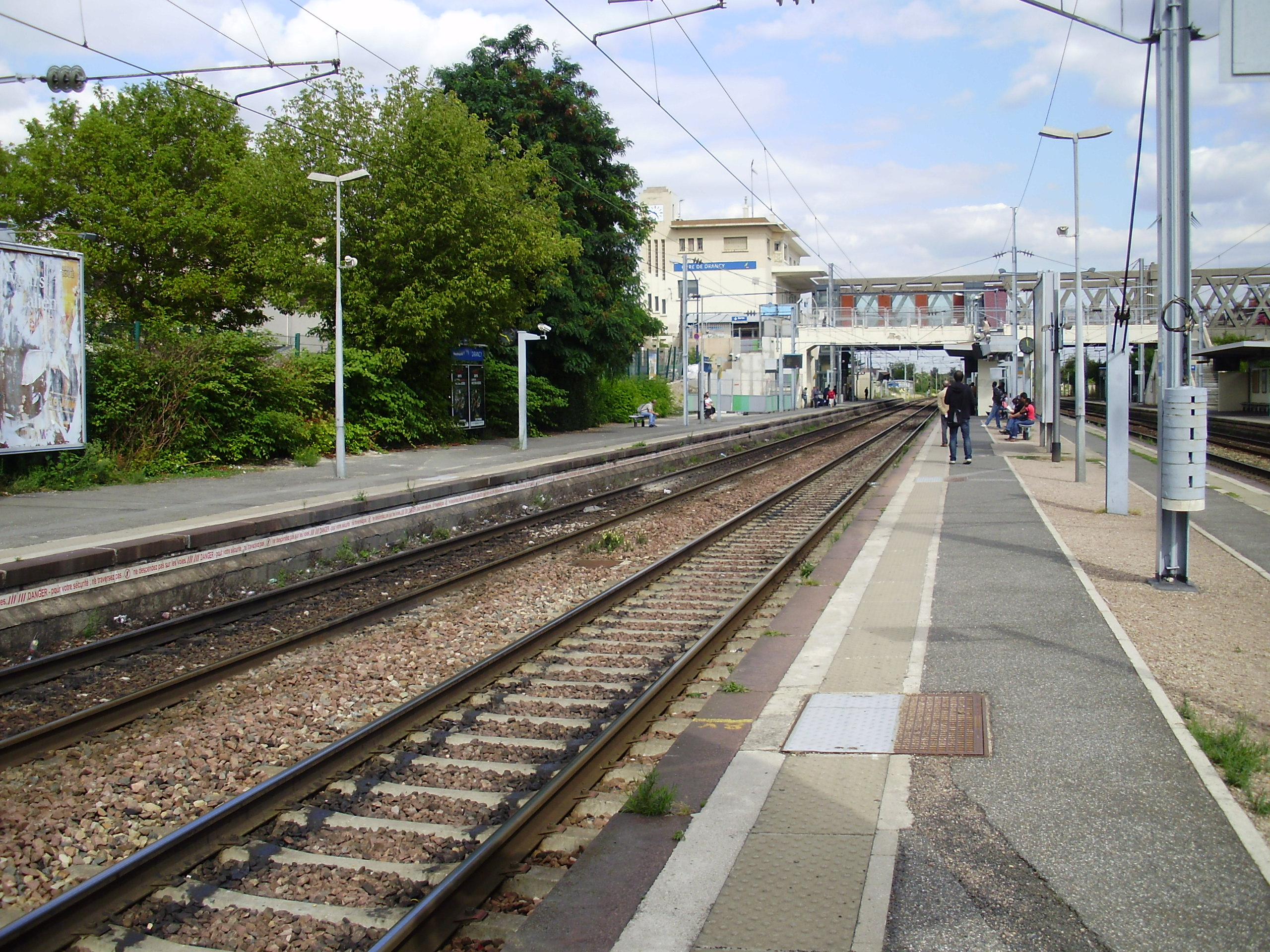
Desde la extremidad oeste de los andenes mirando hacia El Blanco-Mesnil.
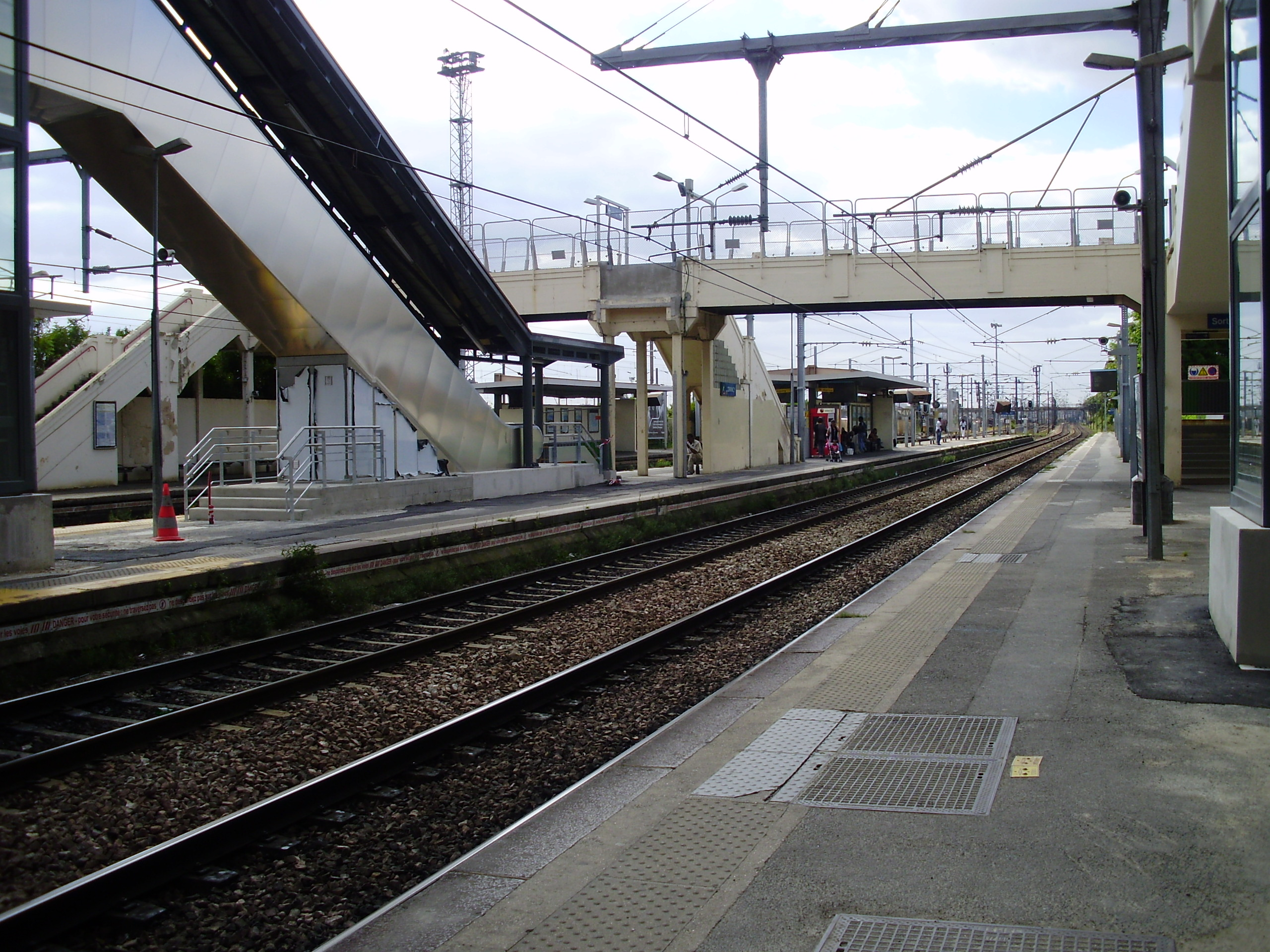
Andenes de la estación desde el andén para Aulnay-bajo-Bosque mirando hacia París.
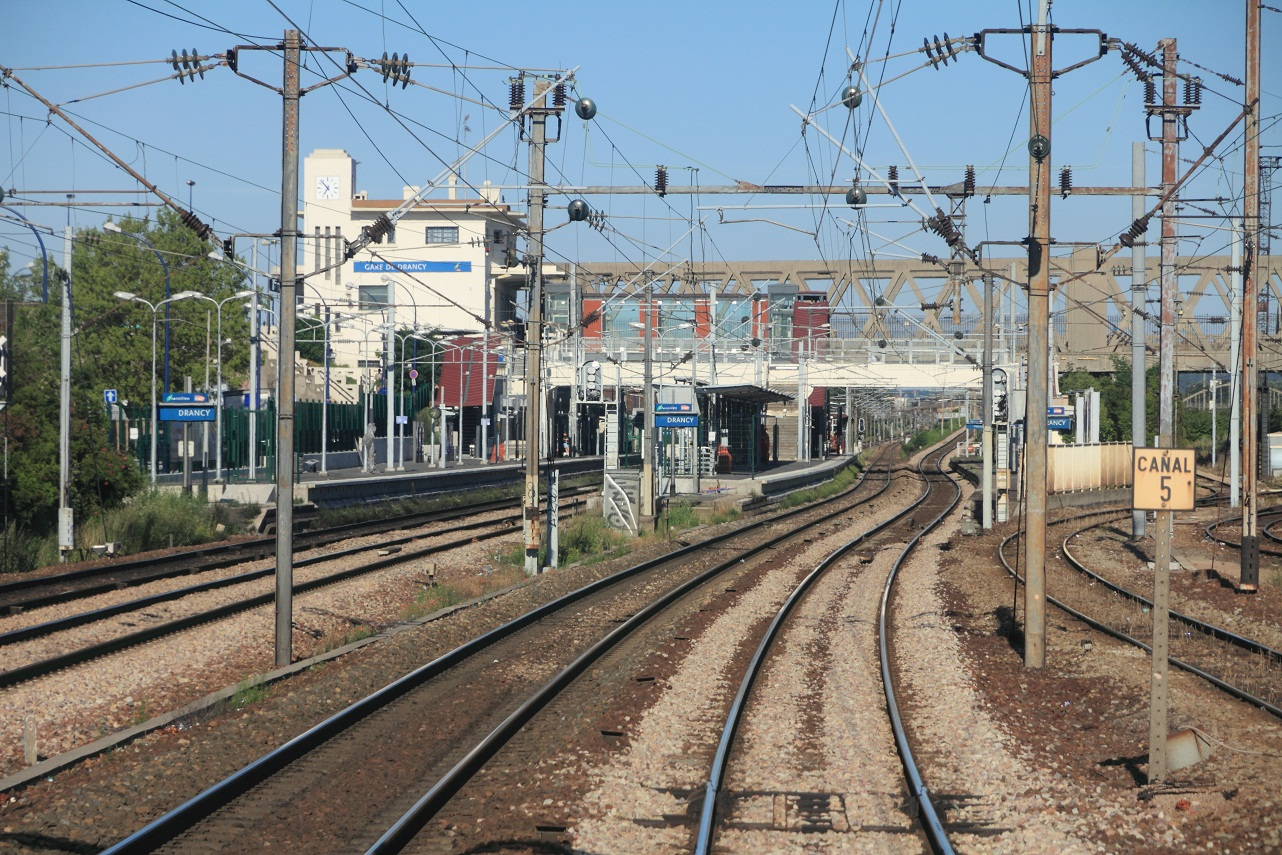
Vista general de la estación, a izquierda las vías del RER B, a derecha las vías directas.